# Paul Singer (Politiker)

Paul Singer, Fotografie vor 1907

Paul Singer (* 16. Januar 1844 in Berlin; † 31. Januar 1911 ebenda) war ein deutscher Fabrikant, Mitbegründer und Vorsitzender der SPD und Reichstagsabgeordneter.

## Leben

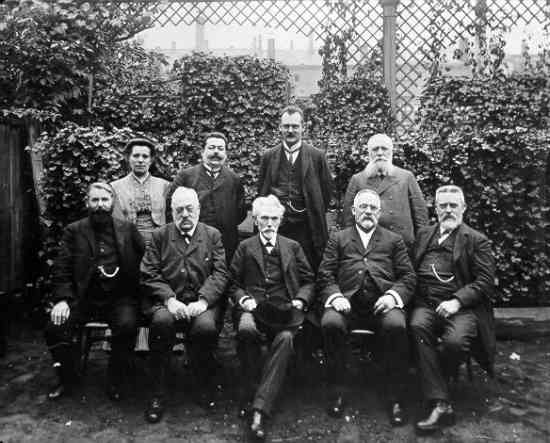
SPD-Parteivorstand 1909. Hintere Reihe: Luise Zietz, Friedrich Ebert, Hermann Müller, Robert Wengels. Vordere Reihe: Alwin Gerisch, Paul Singer, August Bebel, Wilhelm Pfannkuch, Hermann Molkenbuhr

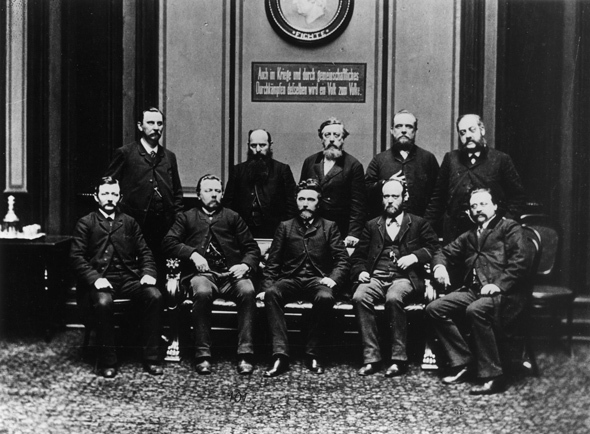
Singer (hintere Reihe, der fünfte von links) als Mitglied der sozialistischen Reichstagsfraktion von 1889. (sitzend: von links: Georg Schumacher, Friedrich Harm, August Bebel, Heinrich Meister, Karl Frohme. Stehend: Johann Heinrich Wilhelm Dietz, August Kühn, Wilhelm Liebknecht, Karl Grillenberger, Paul Singer)

Paul Singer wurde als neuntes Kind des jüdischen Kaufmanns Jacob Singer (* 1800; † 21. Dezember 1848) und der Caroline geb. Levy (um 1803–1867) in der Behrenstraße 48 in Berlin geboren und besuchte 1851 bis 1858 die „Königliche Realschule“ in Berlin. Er wuchs in ärmlichen Verhältnissen auf, da sein Vater früh verstarb. Anschließend absolvierte er eine kaufmännische Lehre in seiner Geburtsstadt. Bis 1869 arbeitete Singer als Handlungsgehilfe in Berlin. 1869 bis 1887 war er gemeinsam mit seinem Bruder Heinrich Singer (1841–1920) Inhaber der „Damenmäntelfabrik Gebr. Singer“, seit 1887 Privatier.
Politisch kam Singer aus der bürgerlichen demokratischen Bewegung. Er gehörte seit 1862 der Deutschen Fortschrittspartei an und entwickelte sich unter dem Einfluss von Johann Jacoby zum radikalen Demokraten. Zu diesem Kreis gehörten Guido Weiß, George Friedländer, Paul Langerhans, Franz Mehring, Ludwig Devereux, William Spindler und Ludwig Löwe. Im Jahr 1868 kam er in Kontakt mit August Bebel und Wilhelm Liebknecht. Im selben Jahr wurde er Mitbegründer des Demokratischen Arbeitervereins und Mitglied des Berliner Arbeitervereins. Gemeinsam mit Wilhelm Eichhoff und Carl Hirsch trat er für die Annahme des Programms der Internationalen Arbeiterassoziation ein. Ein Jahr später trat er der SDAP bei. Bis 1878 trat er in der Öffentlichkeit politisch allerdings nicht mehr in Erscheinung, weil er an Tuberkulose erkrankte und an die Riviera zur Kur geschickt wurde und sich um die „Damenmäntelfabrik Gebr. Singer“ kümmern musste. Seit dem Erlass des Sozialistengesetzes organisierte Singer Solidaritätsaktionen. Er gehörte zu denjenigen, die den Kontakt zwischen der Parteiführung in Deutschland und Karl Marx und Friedrich Engels in London aufrechterhielten. Nach einer ergebnislosen Hausdurchsuchung wurde Singer 1879 unter ständige Überwachung der politischen Polizei gestellt. Dennoch war er in den folgenden Jahrzehnten einer der wichtigsten Geldgeber für die Partei. So wurde Singer 1879 zum Mitbegründer der Zeitung Der Sozialdemokrat. 1884 begründete und finanzierte er das Berliner Volksblatt und war mit Wilhelm Blos dessen Herausgeber. Nach dem Auslaufen des Sozialistengesetzes 1891 war diese Zeitung Grundlage für die Wiedergründung des Vorwärts, des Zentralorgans der SPD. In den folgenden Jahren war er finanziell an zahlreichen Vereins- und Verbandsgründungen aus dem Umfeld der Arbeiterbewegung beteiligt. Trotz antisemitischer Kampagnen wurde Singer 1884 erstmals zum Berliner Stadtverordneten gewählt. Von 1887 blieb er bis zu seinem Tod Vorsitzender der sozialdemokratischen Stadtverordnetenfraktion. Dort profilierte er sich als Verwaltungsfachmann. Ebenfalls von 1884 bis zu seinem Tod war er Mitglied des Reichstages. Bereits 1885 war er Mitglied des Fraktionsvorstandes und seit 1890 Fraktionsvorsitzender.
Trotz seines Mandats wurde Singer am 29. Juni 1886 aus Berlin und ein Jahr später aus Offenbach ausgewiesen. Dies führte zu einer Protestkundgebung der Anhänger der verbotenen Partei. Bis zur Rückkehr nach Berlin im Jahr 1890 lebte Singer in Dresden. Seit 1887 war er Mitglied im Parteivorstand und seit 1890 zunächst gemeinsam mit Alwin Gerisch und ab 1892 gemeinsam mit August Bebel Vorsitzender der SPD. Außerdem leitete er von 1890 bis 1909 mit Ausnahme des Jahres 1901 die jährlichen sozialdemokratischen Parteitage. Während des Revisionismusstreits im Jahr 1898 wandte sich Singer zwar gegen die Ideen von Eduard Bernstein, sprach sich aber gleichzeitig gegen dessen Parteiausschluss aus. Singer war neben August Bebel und Wilhelm Liebknecht zweifellos einer der wichtigsten Führer der deutschen Sozialdemokratie in ihrer Aufstiegsphase.
Neben seiner Tätigkeit für die Arbeiterbewegung, für deren Partei er als Jude auch eine wichtige Figur im Kampf gegen den Antisemitismus war, war Singer auch im Bereich der Sozialpolitik, durch sein Wirken im Berliner Asylverein für Obdachlose und durch sein Wirken in der jüdischen Gemeinde in Berlin außerordentlich populär.

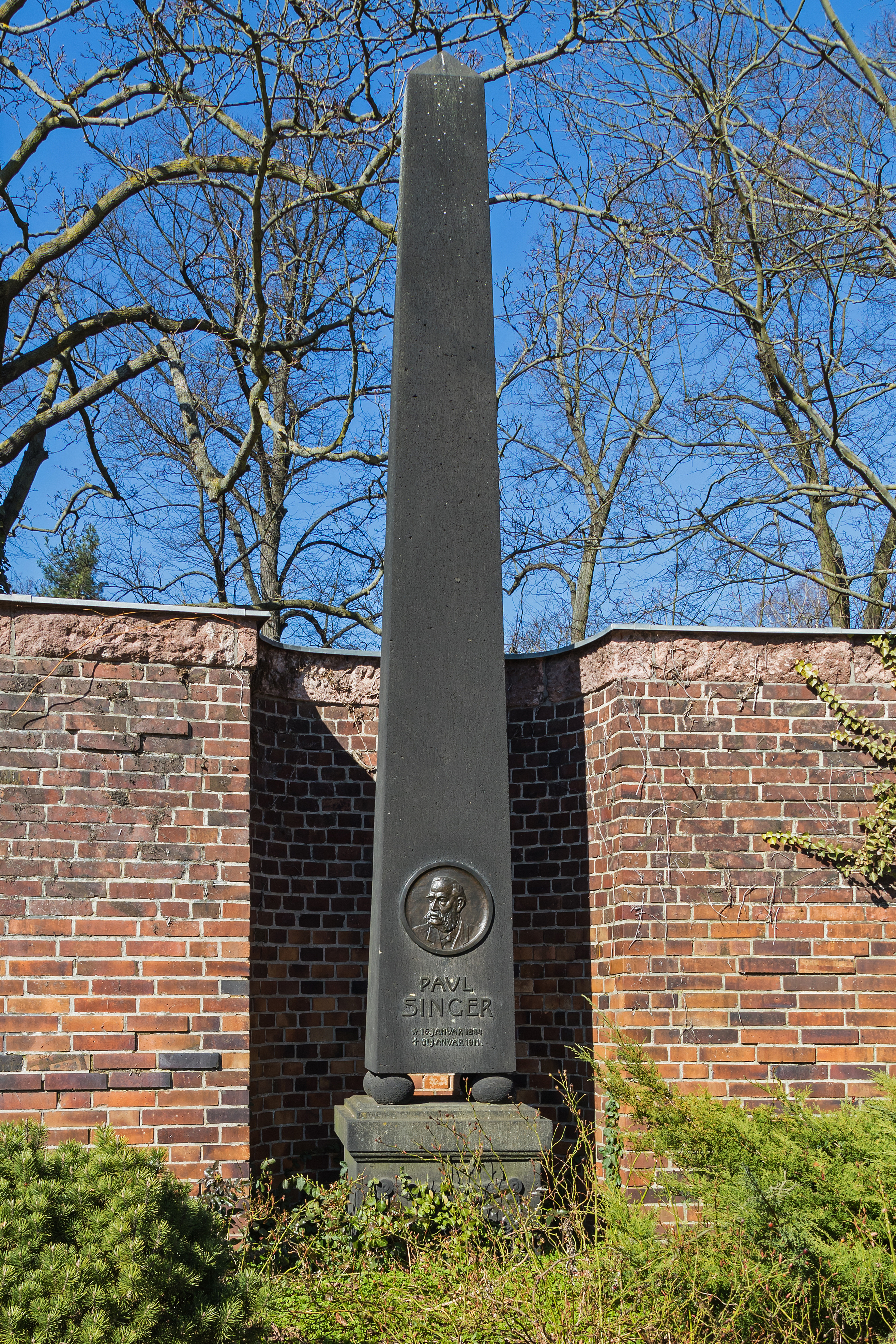
Grabmal Singers auf dem Zentralfriedhof Friedrichsfelde (in der Gedenkstätte der Sozialisten)

Am 31. Januar 1911 starb Paul Singer unverheiratet in Berlin. Seine Beerdigung am 5. Februar 1911, zu der fast eine Million Menschen kamen, wurde zum größten Trauermarsch, den Berlin je gesehen hat. Er wurde auf dem Zentralfriedhof Friedrichsfelde beigesetzt. Das Grabmal, nach Entwürfen von Ludwig Hoffmann und mit einem Porträtmedaillon von Constantin Starck, wurde 1913 errichtet. Paul Singers Grabstätte wurde 1950 in die damals von der DDR-Führung neu errichtete Gedenkstätte der Sozialisten integriert und gehört seither zur Reihe der Gräber und Denkmäler an deren Ringmauer.

## Benennungen
Im Jahr 1926 wurde der Grüne Weg in Berlin-Friedrichshain in Paul-Singer-Straße umbenannt. Im Jahr 1933 erhielt diese Straße den Namen Brauner Weg, was am 31. Juli 1947 in Singerstraße geändert wurde. Auch in Bremen-Vahr existiert eine Paul-Singer-Straße, ebenso in Halle-Reideburg.
1995 konstituierte sich in Berlin-Friedrichshain der Verein Paul Singer e. V., der sich im Angedenken an Singers soziale Projekte versteht. Zusammen mit dem Bezirksamt Friedrichshain-Kreuzberg betreut der Verein die nationale Gedenkstätte Friedhof der Märzgefallenen in Berlin.

## Werke
- Parteigenossen![12] Flugblatt 1886
- Zu den Stadtverordneten-Wahlen. In: Berliner Volksblatt 8. September 1887.[13]
- Erklärung. Arbeiter Berlins! Parteigenossen! In: Berliner Volksblatt 26. November 1887. Beilage[14]
- Zum Bebelschen Vorschlag. In: Die neue Zeit. Revue des geistigen und öffentlichen Lebens. 16.1897-98, 1. Band, 1898, Heft 11, S. 324–329 Digitalisat
- August Bebel, Paul Singer: Gesetz betr. Invaliditäts- und Altersversicherung. J. H. W. Dietz Nachf., Stuttgart 1889
- Bericht über die parlamentarische Thätigkeit der sozialdemokratischen Reichstagsfraktion: 14. November 1899 bis 12. Juni 1900. Erstattet von Paul Singer. Buchhandlung Vorwärts, Berlin, 1900
- „Der Kampf ums Recht“. Eine Rede zur Frage der „Kaufmännischen Schiedsgerichte“ gehalten in einer vom Centralverband der Handlungsgehülfen und Gehülfinnen Deutschlands und vom Centralverband der Handelshülfsarbeiter einberufenen öffentlichen Versammlung in Berlin, am 10. Februar 1902 mit einem Anhang: Zur Geschichte der „Kaufmännischen Schiedsgerichte“. Meyer, Hamburg-Eilbek 1902
- Die Sozialdemokratie in der Gemeinde. In: Neue Welt-Kalender für das Jahr 1902. Auer, Hamburg 1902, S. 34[15]
- Wehe den Siegern. In: Die neue Zeit. Wochenschrift der deutschen Sozialdemokratie. 21.1902-1903, 1. Band, 1903, Heft 12, S. 357–360 Digitalisat
- Der preußische Parteitag. In: Die neue Zeit. Wochenschrift der deutschen Sozialdemokratie. - 26.1907-1908, 1. Band, 1908, Heft 7, S. 212–216 Digitalisat
- Die Reichsverfassung und die Finanzreform. In: Das Kultur-Parlament. Vita, Berlin-Charlottenburg 1909, 1, S. 58–65